# 루카스 피아종
루카스 도밍게스 피아종(Lucas Domingues Piazon, 1994년 1월 20일 ~ )은 브라질의 축구 선수로, 현재 브라질 캄페오나투 브라질레이루 세리이 A의 보타포구 소속이다.